# Schöck Gruppe
Die Schöck AG ist die Konzernobergesellschaft der Schöck-Gruppe, eines international tätigen deutschen Bauzulieferers mit Hauptsitz in Baden-Baden. Derzeit betreibt Schöck weltweit 19 Standorte und ist in 40 Märkten aktiv.

## Geschichte

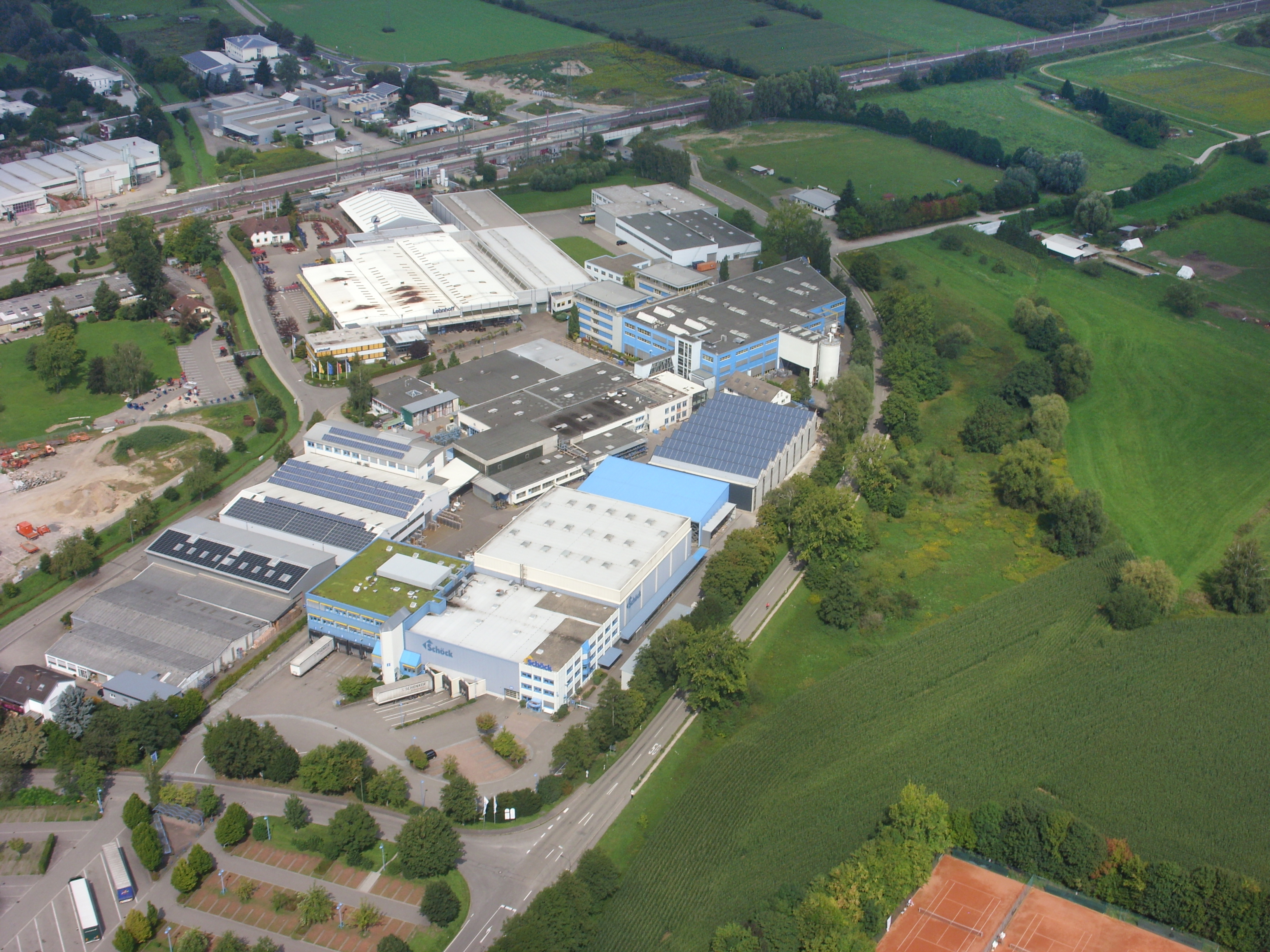
Firmensitz in Baden-Baden

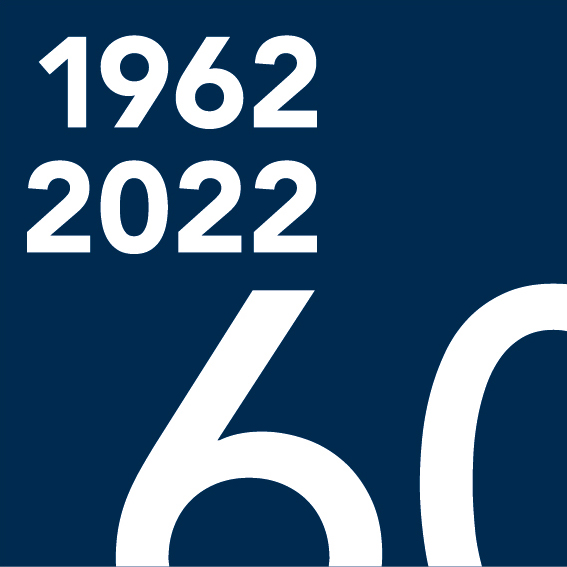
Logo zum 60-jährigen Bestehen des Unternehmens

Den Grundstein für die Schöck-Unternehmensgruppe legte Eberhard Schöck 1962, als der Bauingenieur sein Unternehmen „Schöck-Bautrupp“ gründete. In den Anfängen seiner Unternehmertätigkeit spezialisierte sich Eberhard Schöck auf die Herstellung von Kellern für Fertighäuser. Bereits 1967 expandierte Schöck mit einem zweiten Unternehmenszweig. Mit der Schöck Betonelemente GmbH baute sich Schöck, neben seiner Bauunternehmertätigkeit, ein zweites Standbein auf. Es wurden Produkte aus Beton industriell gefertigt – z. B. Lichtschächte aus Beton. Kurze Zeit später wurden Kellerfenster und Lichtschächte aus glasfaserverstärktem Kunststoff als neue Produkte im Markt eingeführt. Ursprünglich im Baden-Badener Ortsteil Varnhalt angesiedelt, zog Schöck 1967 zu seinem heutigen Standort im Industriegebiet Steinbach. da der Ausbau des Unternehmens Platz benötigte. 1976 wurde das Unternehmen nochmals umbenannt, in Deutschland wurden die Geschäfte nun unter dem Namen Schöck Bauteile GmbH geführt.
1979 entwickelte Unternehmensgründer Eberhard Schöck die Idee für das heutige Hauptprodukt Schöck Isokorb, das vier Jahre später vorgestellt wurde. Der Schöck Isokorb ist ein tragendes Wärmedämmelement zur Minimierung von Wärmebrücken an auskragenden Bauteilen (z. B. Balkonen). Ende der 1970er Jahre expandierte Schöck ins Ausland mit Töchterfirmen in Österreich und der Schweiz. In den Folgejahren wurde das Produktprogramm durch das Produkt Schöck Tronsole zur Vermeidung von Trittschall erweitert.
In Essen und Halle (Saale) wurden weitere Produktionsstandorte für Deutschland gebaut. 1993 wurde die Schöck AG als Holding gegründet. Nach der Baukrise Ende der 1990er Jahre trennte sich Schöck von den Produkten Kellerfenstern und Lichtschächten. Zusätzlich zum Schöck Isokorb und der Schöck Tronsole erweiterten die Mauerfußdämmung Schöck Novomur, die Durchstanzbewehrung Schöck Bole, Schubdorne sowie die Abschalelemente Schöck Signo das Produktprogramm. Combar ist ein von Schöck entwickelter Stab aus Glasfaserverbundwerkstoff mit einer Verbindung von Glasfasern und Harz, der im Pultrusionsverfahren aus E-CR Glasfasern und Vinylesterharz (VE) hergestellt wird. Die statischen, chemischen und bauphysikalischen Eigenschaften, wie hohe Festigkeit, Dauerhaftigkeit und geringe Wärmeleitfähigkeit führen dazu, dass er im Bauwesen unterschiedlich eingesetzt wird: Als Zugstab im tragenden Wärmedämmelement Isokorb und im Ingenieurbau als korrosionsbeständiger, nicht leitender Bewehrungsstab. Zum Jahresbeginn 2019 wurde in das Produktsortiment ein thermisch getrennter Wandanschluss aufgenommen. Isolink ist eine energieeffiziente Lösung zur Befestigung für Vorgehängte hinterlüftete Fassaden und kerngedämmte Betonfassaden. Im Februar 2021 kündigte Schöck die Markteinführung der neuen Produktfamilie Schöck Sconnex für das zweite Quartal 2021 an. Die neue Produktfamilie reduziert Wärmebrücken an Stahlbetonwänden und -stützen sowie Mauerwerk. Die Reduzierung von Wärmebrücken erhöht die Energieeffizienz von Gebäuden und optimiert die Energiebilanz.
Schöck erweiterte seine Produktion mit Standorten in Ungarn, Polen und Österreich. Die Produktionsstandorte in Deutschland – Baden-Baden, Essen und Halle (Saale) – wurden ausgebaut. Der Produktionsstandort Halle (Saale) hat sich zu einem bedeutenden Werk, in dem technisch anspruchsvolle Komponenten aus ultrahochfestem Feinbeton, Hochleistungsleichtbeton, Polyurethan bzw. Glasfaserverbundwerkstoff für unternehmenseigene Produkte gefertigt werden, entwickelt. Hier werden u. a. das Abschalelement Signo, die Produktfamilie Sconnex und die Bewehrungsprodukte Combar und Isolink gefertigt.

## Stiftungen halten Mehrheit der Aktien der Schöck AG
Zwei Drittel der Dividende der Schöck AG fließen in die vom Firmengründer 1992 ins Leben gerufene private, gemeinnützige Stiftung Eberhard-Schöck-Stiftung und in die Schöck-Familien-Stiftung. Gestartet wurde zunächst mit einem Praktikumsprogramm für Handwerker aus dem Baltikum. Inzwischen gehören zahlreiche Berufsschulen in der Ukraine, Moldau und Georgien zu den Partnern der Stiftung. Gemeinsam werden Werkstätten und Ausbildungsgänge u. a. für Maler, Tischler und Installateure nach europäischen Standards modernisiert und der Berufsschüleraustausch zwischen Deutschland und Osteuropa gefördert. Die Schöck-Familien-Stiftung gemeinnützige GmbH wurde 2012 auf Initiative von Sabine Schöck gegründet. Mit der Stiftung unterstützt die Familie Schöck derzeit vorwiegend Projekte zur Förderung von Schul- und Berufsausbildungen in Indien, Nepal und einigen Ländern Afrikas sowie Förder- und Sozialprojekte in Baden-Württemberg.